# Châtel-de-Neuvre
Châtel-de-Neuvre – miejscowość i gmina we Francji, w regionie Owernia-Rodan-Alpy, w departamencie Allier.

## Demografia
Według danych na rok 1990 gminę zamieszkiwało 512 osób, a gęstość zaludnienia wynosiła 26 osób/km². W styczniu 2015 r. Châtel-de-Neuvre zamieszkiwało 561 osób, przy gęstości zaludnienia wynoszącej 28,5 osób/km².